# Гордън Тълок
Гордън Тълок (р. 13 февруари 1922) е пенсиониран професор по право и икономика от Училището по икономика на Университет „Джордж Мейсън“ в Арлингтън, Вирджиния.

## Биография
Тълок е от Рокфорд, Илиноис, Тълок е бил в изпратен в дипломатичното представителство на САЩ в Китай и по-късно участва в нормандската инвазия. Той е владеел отлично китайски в един период и е бил експерт по китайска кухня.
Той получава докторска степен по право в Чикагския университет през 1947 и почетен докторат, пак от Чикагския университет, през 1994. Той е почетен член на Американската икономическа асоциация (1998). Той е публикувал 150 статии и 23 книги, включително Политика на бюрокрацията (1965), Частни желания, публични средства (1970), Логиката на закона (1971), Мотивът за гласуване (1976; 2006), Автокрация (1987), Търсене на наем (1993) и други.
Пресмятане на съгласието (1962), на която е съавтор, заедно с изследователя от Правното училище на Чикагския университет Джеймс Бюканън, когато те и двамата преподават в Училището по право в Университета във Вирдиния, се смята за една от класическите работи, които основатат дисциплината теория за публичния избор. През 1967 г. той идентифицира феномена на търсене на наем като една от основополагащите публикации по икономика, които някога са публикувани. „Хипотеза на Тълок“, „Закони на Тълок“ и „Парадокси на Тълок“ са определили развитието на публичния избор и са положили нови пространства за правото и икономиката, както и социологията.
През 1966 г. професор Тълок става основаващ редактор на Материали по не-пазарно правене на решения, списание по-късно преименувано на Public Choice (Публичен избор). До май 1990 той е старши редактор на Public Choice.